# Псалом 69
Псалом 69 (у масоретській нумерації — 70) — 69-й псалом із Книги псалмів. Латиною псалом відомий своїм інципітом «Deus, in adiutorium meum intende». Цілий псалом практично ідентичний заключним віршам псалма 39. Перший вірш псалма 70 став вхідною літургійною молитвою кожної години Літургії годин.
Псалом є регулярною частиною єврейських, католицьких, англіканських та протестантських літургій. Він був часто покладений на музику, особливо для вечірніх, які розпочинаються цим псалмом, наприклад, Монтеверді «Vespro della Beata Vergine».

## Текст
| Вірш | Гебрейська мова                                                     | Давньогрецька мова (Септуаґінта) | Латинська мова (Вульгата)                                                                                          | Українська мова (Переклад Хоменка) |
| ---- | ------------------------------------------------------------------- | --- | --- | --- |
| 1    | לַמְנַצֵּחַ, לְדָוִד לְהַזְכִּיר                                                  | Εἰς τὸ τέλος· τῷ Δαυιδ εἰς ἀνάμνησιν, 2εἰς τὸ σῶσαί με κύριον.                                                                             | [In finem. Psalmus David in rememorationem, quod salvum fecerit eum Dominus]                                       | Провідникові хору. Давида. На спомин.                                                                                                  |
| 2    | אֱלֹהִים לְהַצִּילֵנִי; יְהוָה, לְעֶזְרָתִי חוּשָׁה                                    | εἰς τὸ σῶσαί με κύριον. ῾Ο θεός, εἰς τὴν βοήθειάν μου πρόσχες.                                                                             | Deus in adjutorium meum intende, Domine ad adjuvandum me festina;                                                  | О Боже, рятуй мене, о Господи, мені на допомогу поспішися!                                                                             |
| 3    | יֵבֹשׁוּ וְיַחְפְּרוּ, מְבַקְשֵׁי נַפְשִׁי: יִסֹּגוּ אָחוֹר, וְיִכָּלְמוּ; חֲפֵצֵי, רָעָתִי              | αἰσχυνθείησαν καὶ ἐντραπείησαν οἱ ζητοῦντές μου τὴν ψυχήν, ἀποστραφείησαν εἰς τὰ ὀπίσω καὶ καταισχυνθείησαν οἱ βουλόμενοί μοι κακά,        | Confundantur et revereantur qui quaerunt animam meam ; Avertantur retrorsum et erubescant qui volunt mihi mala     | Хай осоромляться й почервоніють ті, що на моє життя чигають; нехай назад відступлять і застидаються ті, що тішаться моїм нещастям.     |
| 4    | יָשׁוּבוּ, עַל-עֵקֶב בָּשְׁתָּם-- הָאֹמְרִים, הֶאָח הֶאָח                                | ἀποστραφείησαν παραυτίκα αἰσχυνόμενοι οἱ λέγοντές μοι Εὖγε εὖγε.                                                                           | Avertantur statim erubescentes qui dicunt mihi : Euge, euge                                                        | Нехай повернуться назад, стидом прибиті, ті, що до мене: «Ага! Ага!» кажуть.                                                           |
| 5    | יָשִׂישׂוּ וְיִשְׂמְחוּ, בְּךָ-- כָּל-מְבַקְשֶׁיךָ:וְיֹאמְרוּ תָמִיד, יִגְדַּל אֱלֹהִים-- אֹהֲבֵי, יְשׁוּעָתֶךָ | ἀγαλλιάσθωσαν καὶ εὐφρανθήτωσαν ἐπὶ σοὶ πάντες οἱ ζητοῦντές σε, καὶ λεγέτωσαν διὰ παντός Μεγαλυνθήτω ὁ θεός, οἱ ἀγαπῶντες τὸ σωτήριόν σου. | Exultent et laetentur in te omnes qui quaerunt te et dicant semper : Magnificetur Deus, qui diligunt salutare tuum | Хай радуються й веселяться в тобі всі, що тебе шукають, і завжди кажуть: «Хай возвеличиться Господь!» — тії, що люблять твою допомогу. |
| 6    | וַאֲנִי, עָנִי וְאֶבְיוֹן-- אֱלֹהִים חוּשָׁה-לִּי:עֶזְרִי וּמְפַלְטִי אַתָּה; יְהוָה, אַל-תְּאַחַר     | ἐγὼ δὲ πτωχὸς καὶ πένης· ὁ θεός, βοήθησόν μοι. βοηθός μου καὶ ῥύστης μου εἶ σύ· κύριε, μὴ χρονίσῃς.                                        | Ego vero egenus et pauper sum ; Deus adjuva me. Adjutor meus et liberator meus es tu. Domine ne moreris            | Я ж бідний та нужденний; о Боже, поспішись до мене! Ти — моя поміч й мій визволитель; о Господи, не забарися!                          |

## Літургійне використання

### Юдаїзм
Псалом 70 традиційно читається у воєнний час.

### Католицька церква
Перший вірш цього псалма: «Deus, in adiutorium meum intende» («О Боже, рятуй мене»), разом з відповіддю: «Domine ad adjuvandum me festina» («O Господи, мені на допомогу поспішися!»), формують вступну молитву до кожної години римського, монастирського та амброзійського бревіаріїв, за винятком останніх трьох днів Страсного тижня і молитви за померлими. У той час, коли ці молитви говорять або співають, всі присутні роблять хресне знамення.

## Використання у музиці
Початок псалому 70 був часто покладений на музику як стандартна фраза для відкриття Літургії годин, особливо як музична частина для вечірніх Богослужінь. Клаудіо Монтеверді написав музичний твір з шести частин для оркестра як вступну частину «Vespro della Beata Vergine», який був опублікований у 1610 році. Монтеверді використав доопрацьовану версію вступу до «Токкати» своєї опери «Орфей», написану для двох корнетів, трьох тромбонів, струнних інструментів і генерал-баса. Венгам описує твір як «заклик до уваги» та «твір, блиск якого лише збігається з зухвалістю його концепції».
Бальдассаре Ґалуппі написав твір із чотирьох частин цілого псалому латинською мовою для хору та оркестра.